# Wedeln
Das Wedeln ist eine Kurzschwung-Technik des alpinen Skilaufs, die auf dem gedrifteten Parallelschwung basiert. Dabei werden Schwünge mit hoher Frequenz und ohne Geradeausfahrt dazwischen gefahren, sodass die Schwünge direkt ineinander übergehen und die Bewegung der Ski an das Schwanzwedeln eines Hundes erinnert. Eine (zeitraubende) Vertikalbewegung des Oberkörpers geschieht auf der Skipiste – wenn überhaupt – nur minimal, das Drehmoment auf die Ski erfolgt durch seitlichen Hüftknick (Drehmomentreaktion). Die Übertragung dieses Impulses auf die Ski und die weitere Schwungsteuerung durch Druck auf die rutschenden (driftenden) Skikanten bezeichnet man als Fersenschub. Vor der Carving-Ära gehörte das Wedeln mit enger paralleler Skiführung zur „hohen Schule“ des alpinen Skifahrens. Mit modernen Carving-Ski kann man zwar auch wedeln, jedoch ermöglicht die Carving-Technik eine wesentlich dynamischere Fahrweise mit höheren Geschwindigkeiten bei annähernd vergleichbarer Schwungfrequenz, was allerdings mehr Kraftaufwand erfordert. Das Wedeln ist zudem die beste Fahrtechnik für das Fahren im Tiefschnee, was insbesondere bei schwerem Tiefschnee ein sehr hohes Fahrkönnen erfordert.

## Definition & Technik

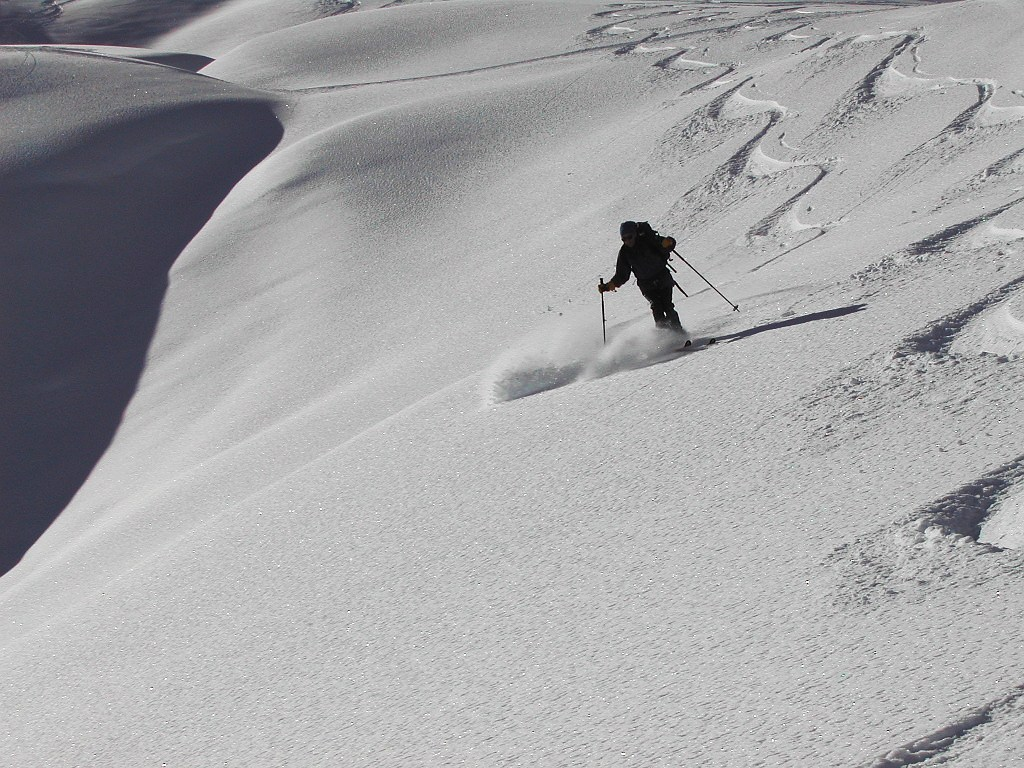
Abfahrt im Pulverschnee, mit für das Kurzschwingen bzw. Wedeln typischen wellenförmigen Spuren

Beim Wedeln werden Schwünge gefahren, bei denen der Skifahrer über die Kante der Ski driftet, das heißt rutscht. Ausgangspunkt ist eine neutrale Körperhaltung über dem Ski, wobei Sprung-, Knie- und Hüftgelenk gleichmäßig gestreckt und gebeugt werden. Zentrale Elemente dieser Technik sind seitlicher Hüftknick und Schwungsteuerung über den sog. Fersenschub. Die eigentliche Fahrtrichtung orientiert sich an der Falllinie: Der Oberkörper richtet sich direkt hangabwärts zum Tal und bewegt sich entlang der Falllinie, die Beine und Ski vollführen darunter eine Pendelbewegung. Der Stockeinsatz wird auf der präparierten Piste vor allem als Rhythmusgeber zur Schwungeinleitung genutzt.
Im Tiefschnee erfolgt eine deutlich stärkere Vertikalbewegung des Oberkörpers als beim Wedeln auf der Piste, um durch Hochentlastung und aktiven Stockeinsatz die Schwungeinleitung zu erleichtern.

## Geschichte
Basierend auf dem in den 1930er Jahren von Toni Seelos aus Seefeld in Tirol entwickelten Parallelschwung, wurde die Wedeltechnik in den 1950er Jahren in Österreich kreiert. Stilbildender Vertreter war Stefan Kruckenhauser aus St. Christoph am Arlberg (Österreich).
Wedeln ging aus der Verwindungstechnik hervor, die Stefan Kruckenhauser von Slalomläufern in den Skilehrplan übernommen hat. Die Rennläufer fuhren diesen Stil, um den schmerzhaften und zumeist stark bremsenden Kontakt mit Torstangen aus massivem Holz zu vermeiden und mit den Ski trotzdem eine möglichst nahe an den Toren liegende Linie zu fahren. Um mit so einer Verwindung des Oberkörpers auch einigermaßen schnell und sicher zu fahren, musste der Schwung durch den Hüftknick ausgelöst und den Fersenschub ausgesteuert werden, wobei gleichzeitig der Oberkörper talwärts seitlich nach außen (relativ zur Richtung der Ski) geneigt wurde.
Bei einem kaum bis gar nicht taillierten Ski wird der Radius eines gedrifteten Schwungs über Aufkantwinkel, Kantendruck und Fersenschub gesteuert. Anders als im Rennsport, wo hohe Geschwindigkeiten einen stärkeren Kantendruck und größeren Aufkantwinkel verlangen, ermöglicht bei untaillierten Ski erst ein geringer Kantendruck und Aufkantwinkel ein ansatzloses Aneinanderreihen von Kurzschwüngen. In den 1970er Jahren wurde das Wedeln im Rennlauf durch den Umsteigeschwung abgelöst, bei dem der kurveninnere Ski angehoben wird, sodass auch ohne Hüftknick eine seitliche schwungauslösende Kraft auf den (Außen-)Ski wirkt und der Schwung schneller eingeleitet werden kann, gewedelt wurde nur noch in Vertikalkombinationen. In den 1990er Jahren setzte sich dann mit der Entwicklung des taillierten Skis die Carving-Technik durch.
Auch heute noch wird der Begriff des Wedelns in den Medien aufgrund seiner Bildsprache und Tradition häufig verwendet – nicht immer in Verbindung mit der tatsächlich so bezeichneten Technik. Im modernen Skilehrwesen wird Wedeln nicht mehr unterrichtet, an seine Stelle ist das Carven mit kurzen Schwungradien getreten.
Im Tiefschnee jedoch gehört Wedeln auch heute noch zu den Techniken für Fortgeschrittene – will man zu zweit Zöpfe flechten (also ganz regelmäßige Spuren versetzt gegeneinander in den Schnee setzen), ist die sichere Beherrschung des Wedelns Grundvoraussetzung.